# Verrucella flaviflora
Verrucella flaviflora är en korallart som beskrevs av Nutting 1910. Verrucella flaviflora ingår i släktet Verrucella och familjen Ellisellidae. Inga underarter finns listade i Catalogue of Life.